# Griekenland op het Eurovisiesongfestival 1995
Griekenland nam deel aan het Eurovisiesongfestival 1995 in Dublin, Ierland. Het was de 18de deelname van het land op het Eurovisiesongfestival. ERT was verantwoordelijk voor de Griekse bijdrage voor de editie van 1995.

## Selectieprocedure
Net zoals de voorgaande drie jaren werd de Griekse songfestivalkandidaat en het lied intern aangeduid door de Griekse omroep. Men koos voor de zangeres Elina Konstantopoulou met het lied Pia prossefchi.

## In Dublin
Griekenland trad in Ierland als 23ste en laatste op, net na Malta. Op het einde van de puntentelling hadden de Grieken 68 punten verzameld, wat ze op een 12de plaats bracht. Men ontving 1 keer het maximum van de punten, afkomstig van Cyprus. België had 2 punten over voor deze inzending. Nederland nam niet deel in 1995.

### Gekregen punten

#### Finale
| 12 punten                | 10 punten | 8 punten          | 7 punten            | 6 punten |
| ------------------------ | --------- | ----------------- | ------------------- | -------- |
| - Cyprus                 | - Malta   | - Israël - Spanje | - Kroatië           | - Polen  |
| 5 punten                 | 4 punten  | 3 punten          | 2 punten            | 1 punt   |
| - Frankrijk - Oostenrijk |           | - Portugal        | - België - Slovenië |          |

### Punten gegeven door Griekenland

#### Finale
Punten gegeven in de finale:
| 12 punten | Noorwegen  |
| 10 punten | Slovenië   |
| 8 punten  | Cyprus     |
| 7 punten  | Oostenrijk |
| 6 punten  | Spanje     |
| 5 punten  | Kroatië    |
| 4 punten  | Ierland    |
| 3 punten  | Polen      |
| 2 punten  | Frankrijk  |
| 1 punt    | Portugal   |

1974 · 1975 · 1976 · 1977 · 1978 · 1979 · 1980 · 1981 · 1982 · 1983 · 1984 · 1985 · 1986 · 1987 · 1988 · 1989 · 1990 · 1991 · 1992 · 1993 · 1994 · 1995 · 1996 · 1997 · 1998 · 1999-2000 · 2001 · 2002 · 2003 · 2004 · 2005 · 2006 · 2007 · 2008 · 2009 · 2010 · 2011 · 2012 · 2013 · 2014 · 2015 · 2016 · 2017 · 2018 · 2019 · 2020 · 2021 · 2022 · 2023 · 2024 · 2025